# Champsosauridae
De Champsosauridae zijn een familie van uitgestorven semi-aquatische reptielen behorend tot de orde Choristodera. Soorten uit deze familie waren het meestal algemeen van het Laat-Krijt tot het Eoceen en de Champsosauridae overleefde dus het massale uitsterven van 65 miljoen geleden waarbij de dinosauriërs en vele andere diersoorten uitstierven. Naamgever van de groep is Champsosaurus. Over andere geslachten als Eotomistoma is weinig bekend. Binnen de Choristodera waren de champsosauriërs het nauwst verwant aan de familie der Simoedosauridae.

## Geslachten
- Champsosaurus
- Champsosaurichnus, alleen van voetsporen bekend.
- Eotomistoma, kan een krokodilachtige zijn.
- Tchoiria, kan een lid van de Simoedosauridae zijn.